# Unterseeboot 416
L'Unterseeboot 416 ou U-416 est un sous-marin allemand (U-Boot) de type VII utilisé par la Kriegsmarine pendant la Seconde Guerre mondiale.
Ce sous-marin n’a pris part à aucune patrouille et combat. Il n’a par conséquent aucun navire coulé ou endommagé à son actif.
Il fut coulé par une mine Soviétique en mars 1943 ; renfloué, il fut de nouveau coulé en décembre 1944, en mer Baltique lors d'une collision avec un navire allemand.

## Conception
Unterseeboot type VII, l'U-416 avait un déplacement de 769 tonnes en surface et 871 tonnes en plongée. Il avait une longueur totale de 67,10 m, un maitre-bau de 6,20 m, une hauteur de 9,60 m, et un tirant d'eau de 4,74 m. Le sous-marin était propulsé par deux hélices de 1,23 m, deux moteurs Diesel F46 de six cylindres produisant un total de 2 060 à 2 350 kW en surface et de deux moteurs électriques Siemens-Schuckert GU 343/38-8 produisant un total 550 kW, en plongée. Le sous-marin avait une vitesse en surface de 17,7 nœuds (32,8 km/h) et une vitesse de 7,6 nœuds (14,1 km/h) en plongée. Immergé, il avait un rayon d'action de 80 milles marins (150 km) à 4 nœuds (7,4 km/h; 4,6 milles par heure), en surface, son rayon d'action était de 8 500 milles nautiques (soit 15 700 km) à 10 nœuds (19 km/h).
L'U-416 était équipé de cinq tubes lance-torpilles de 53,3 cm (quatre montés à l'avant et un à l'arrière) et embarquait quatorze torpilles. Il était équipé d'un canon de pont de 8,8 cm SK C/35 (220 coups) et d'un canon anti-aérien de 20 mm Flak. Son équipage comprenait 41 sous-mariniers.

## Historique
Le sous-marin fut commandé le 15 août 1940 à Dantzig (Danziger Werft), sa quille fut posée le 11 août 1941, il fut lancé le 9 mai 1942 et mis en service le 4 novembre 1942 sous le commandement de l'Oberleutnant zur See Christian Reich.
Il fut une première fois coulé le 30 mars 1943 par une mine posée par le sous-marin soviétique L-3 près de Bornholm (Danemark). Après réparations il fut utilisé comme sous-marin de formation à partir du 8 avril 1943. Il entra en collision à la position 54° 58′ N, 19° 43′ E avec le dragueur de mines allemand M 203 qui le coula accidentellement le 12 décembre 1944, au nord-ouest de Pillau, en Russie.
Cet accident coûta la vie de 36 des 41 membres d'équipage.

## Affectations
- 8. Unterseebootsflottille du 4 novembre 1942 au 30 mars 1943 (Flottille d'entraînement).
- 23. Unterseebootsflottille du 4 octobre 1943 au 1er juillet 1944 (Navire-école).
- 21. Unterseebootsflottille du 1er juillet 1944 au 12 décembre 1944 (Navire-école).

## Commandement
- Oberleutnant zur See Christian Reich du 4 novembre 1942 au 30 mars 1943
- Oberleutnant zur See Rudolf Zorn du 4 octobre 1943 au 14 novembre 1943
- Kapitänleutnant Heinz Zwarg du 15 novembre 1943 au 15 mai 1943
- Oberleutnant zur See Eberhard Rieger du 16 mai 1943 au 12 décembre 1944

(Du 31 mars 1943 au 3 octobre 1943, le sous-marin était vacant).